# 依田哲哉
依田 哲哉（よだ てつや、1980年11月1日 - ）は、日本の俳優。本名は同じ。埼玉県熊谷市出身。ジェイエフシーティー所属。

## 来歴
日本映画学校（現・日本映画大学）卒業。第14期生。同校卒業公演『ドランカー』に出演。
2004年、小学校からの同級生で映画監督の小田学によるショートムービー『仲直り』で映画デビューする。その後も小田の監督作品では連続して主演を務めている。
卒業後のフリーター生活の中でたまたま観に行った“即興芝居”に強烈に惹かれ、2007年に立ち上がった「即興芝居」のプロ集団、東京コメディストアジェイに参加。2012年まで参加している。
2013年に藤澤浩和監督作品『砂をつかんで立ち上がれ』にて仁科貴とのW主演に選ばれて以降、テレビドラマやCMの仕事が増える。また、ジェイエフシーティーに所属した。
2019年4月より地元のFMラジオ局FMクマガヤにパーソナリティとして参加。2020年7月より毎週月曜19時『依田哲哉の即・今日でGO！』放送開始。

## 人物
ケーブルテレビでのアルバイト経験から家電製品アドバイザーの資格を持ち、AV機器接続を得意としている。

## 出演

### 映画
- 仲直り（2004年） - 主演
- 塩鮭（2005年） - 主演
- 空き瓶（2006年） - 主演
- 今ここにいる事（2010年） - 主演
- 友達（2010年）
- 砂をつかんで立ち上がれ（2013年） - 主演
- ネオ桃太郎（2014年） - 主演

### テレビドラマ
- ザ・プレミアム「撃墜 3人のパイロット」（2014年、NHK BSプレミアム）
- すべてがFになる（2014年、フジテレビ） - 若き吉村 役
- 問題のあるレストラン 第4話（2015年、フジテレビ）
- アイアングランマ 第5話（2015年、NHK BSプレミアム）
- 永遠の0（2015年、テレビ東京）
- びったれ!!! 第5話（2015年、テレビ神奈川ほか） - 木下 役
- 私たちがプロポーズされないのには、101の理由があってだな（2015年、LaLa TV）
- いだてん〜東京オリムピック噺〜 第43話（2019年、NHK）
- 嫌われ監察官 音無一六 season1 第3話（2022年5月20日、テレビ東京） - 崎本博隆 役
- あなたの恋人、強奪します。 第3話（2024年4月28日、朝日放送テレビ） - 医師 役[1]

### CM
- リクルートジョブズ タウンワーク「バイト予告」篇
- イオン トップバリュ「ザクうまコロッケ」篇
- 日本生命保険「125年の変わらぬ想い」篇、「赤ちゃん」篇
- 住友林業 新・戸建住宅「友からの手紙」篇
- 麒麟麦酒 キリン のどごし〈生〉「10連覇」篇
- 鶴弥「耐える男たち」第64回カンヌ広告祭フィルム部門シルバー賞